# А в пастеречку, на подвірєчку
«А в пастеречку, на подвірєчку» — гуцульська колядка. 
Складається з трьох частин. У вступі збереглася язичницька символіка — дубовий двір і калиновий стіл. 
Основна частина має християнсько-моральний зміст. Святі, які «радочку радять з первого віка», сумують з приводу того, що у світі постійно порушується Закон Божий. Завершується колядка віншуванням ґазди і його великої родини.
Зафіксована у селі Космачі Косівського району Івано-Франківської області, центрі мистецтв та ремесел Гуцульщини.

## Текст
| Же... А в пастеречку, на подвірєчку Же... Ой, стоїть же ж там, стоїть дворове. Же... Стоїть дворове, й саме дубове. Же... Ой, люде то знати, стоїть столове. Же... Стоїт столове чом калинове. Же... Ой, на тих столах лежат скатерти. Же... Лежать скатерти все більчатії. Же... Ой, на тих столах три свічі горять. Же... Три свічі горять все ж восковії. Же... Все ж восковії з ярого воску. Же... Поза столове сидять святії. Же... Ой, сидять, сидять радочку радять. Же... Радочку радять все ж первовічну. Же... Все ж первовічну з первого віка: Же... - Чом не так тепер як з первовіка. Же... Коли Господь Бог землею ходив. Же... Святі ходили суперечали: Же... - Чом не так тепер як з первовіку. Же... Що кум до кума з вечерев не йде. Же... Донька матері суперечае. Же... Ой, брат на брата меч піднимає. | Же... Сестра на сестру чарів шукає. Же... Сусід сусіда до пана вдає. Же... Ой, за цим словом будь же нам здоров. Же... Будь же нам здоров господаречку. Же... Господаречку, ой чом, Йваночку. Же... Ой, не сам з собов з своєв ґаздинев. Же... З своєв ґаздинев тай діточками. Же... Ой, з діточками тай з братчиками. Же... Ой, з братчиками тай сестричками. Же... Ой, з сестричками тай з сусідками. Же... Ой, з сусідками з усев челядков. Же... Дай же вам, Боже, в ваш дім здоров'я. Же... В ваш дім здоров'я на челядочку. Же... Ой, на двір щастя, на худобочку. Же... На худобочку, на все нинічко. Же... Околом - двором з усім обходом. Же... Щоб ся хліб родив на вашім поли, Же... Щоби вам ся вели воли й корови, Же... Щоб вам ся тай вели вівці і пчоли, Же... Вінчуємо вас щастям здоров'єм, Світлим Рождеством | А в пастеречку, на подвірєчку Автентична гуцульська колядка у виконанні мешканців с.Касмач Проблеми з програванням файлу? Див. довідку . |